# Nava de Roa
Nava de Roa – gmina w Hiszpanii, w prowincji Burgos, w Kastylii i León, o powierzchni 22,41 km². W 2011 roku gmina liczyła 238 mieszkańców.